# Hakea ferruginea
Hakea ferruginea är en tvåhjärtbladig växtart som beskrevs av Robert Sweet. Hakea ferruginea ingår i släktet Hakea och familjen Proteaceae. Inga underarter finns listade i Catalogue of Life.